# Grallinidae

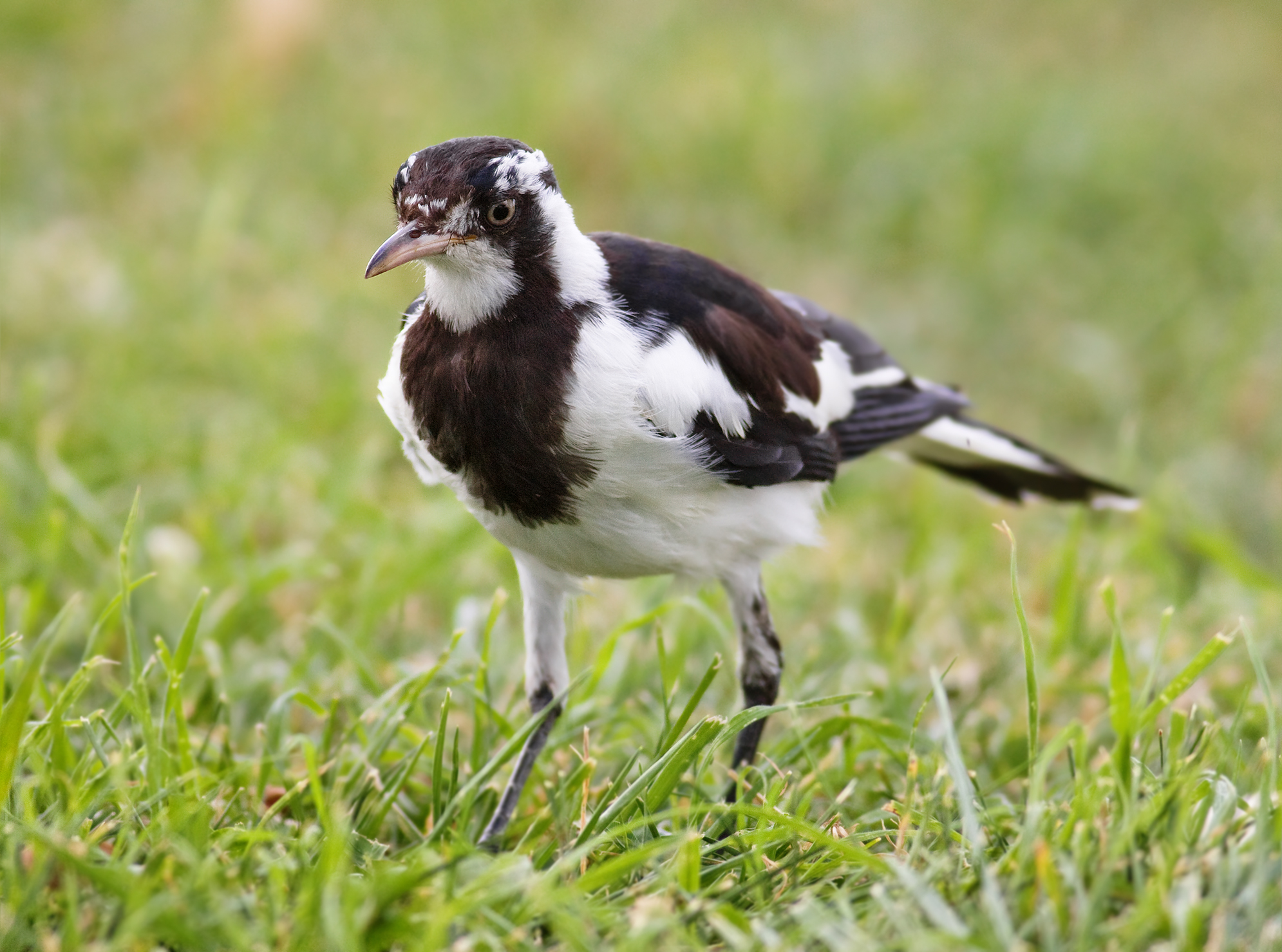
La Gralline pie faisait jadis partie de cette famille (ici une femelle).

Les Grallinidae (Mathews, 1930) sont une famille obsolète qui regroupait des passereaux dont les études génétiques ont montré qu'ils n'étaient pas apparentés.
Cette famille comptait trois genres et quatre espèces :
- - Grallina cyanoleuca
  - Grallina bruijni
  - Corcorax melanorhamphos
  - Struthidea cinerea